# 第二文芸部
第二文芸部（だいにぶんげいぶ）は、アダルトゲーム『キラ☆キラ』およびPlayStation 2用ゲーム『キラ☆キラ 〜Rock'n'RollShow〜』の劇中に登場する架空のロックバンド。第二文芸部バンドとも表記され、略称は『d2b』（でぃーつーびー）。
現実において同バンド名でCDリリースされており、実在のミュージシャンが率いてライブも実施された（後述）。
『キラ☆キラ カーテンコール』に登場している後継のバンド『二代目第二文芸部』についても本項目で記述する。

## メンバー
- 椎野 きらり（しいの - ） パート：ボーカル・ギター
- 樫原 紗理奈（かしわら さりな） パート：ギター・コーラス
- 前島 鹿子（まえじま しかこ） パート：ベース
- 石動 千絵（いするぎ ちえ） パート：ドラム・コーラス

詳細プロフィールについてはキラ☆キラ#登場人物を参照。

## 活動

### ライブ活動
架空のバンドであるが実際にライブを開催、現実のミュージシャンがそれぞれ担当した。
2008年5月3日 - 『OVERDRIVE NIGHT TOUR2008』
- LIQUIDROOMでのライブに登場。

2008年12月 - 2009年1月 - 『OVERDRIVE NIGHT TOUR2008-2009』
- Shibuya O-EAST（東京）・BIG CAT（大阪）でのライブに登場。

#### メンバー構成
第二文芸部
椎野きらり - UR@N

樫原紗理奈 - YURIA

石動千絵 - acco

サポートギター - 美音

欧美学園コーラス隊 - miru、一純悠人
二代目第二文芸部
吉本結衣 - のみこ

### ラジオ番組
インターネットラジオ音泉のサイトにて『RADIO d2b 第2期』を配信していた（2008年11月25日より2009年3月31日までの隔週火曜日）。
パーソナリティ
椎野きらり
樫原紗理奈
石動千絵

## 二代目第二文芸部
スピンオフ作品『キラ☆キラ カーテンコール』の劇中では『二代目第二文芸部』という架空のバンドが登場する。ストーリーが『キラ☆キラ』本編のその後の世界を描いた作品であるため「初代」の後継バンドという位置づけにある。

### メンバー
- 吉本 結衣（よしもと ゆい） パート：ボーカル・ギター
- 早川 麻美（はやかわ まみ） パート：ギター
- 前島 祐子（まえじま ゆうこ） パート：ベース
- 西園寺（さいおんじ） パート：ドラム
- 高島（たかしま） パート：キーボード

詳細プロフィールについてはキラ☆キラ#キラ☆キラ カーテンコールを参照。

リリース作品についてはRock'n'Roll Never Dieを参照。

## ディスコグラフィ

### シングル
- キラ☆キラ（Lantis LACM-4438 2007年11月21日）

1. キラ☆キラ
作詞・作曲・編曲：第二文芸部
「キラ☆キラ」オープニング曲。
2. かえして!ニーソックス
作詞・作曲・編曲：第二文芸部
『らき☆すた』の登場人物が歌う「もってけ!セーラーふく」のカップリング曲のカバーバージョン。
3. キラ☆キラ off vocal
4. かえして!ニーソックス off vocal

- Keep on Going!!（自主制作 非売品 品切重版未定）

キラ☆キラを予約購入した人限定の特典CD。
1. Keep on Going!!
作詞・作曲・編曲：第二文芸部
2. Keep on Going!! off vocal

- Radio d2b on AIR（Lantis LACM-4477 2008年4月16日）

1. Radio d2b on AIR
作詞・作曲・編曲：第二文芸部
インターネットラジオ「Radio d2b（第一期）」のオープニング曲
2. Never ending
作詞・作曲・編曲：第二文芸部
「Radio d2b（第一期）」のエンディング曲
3. Radio d2b on AIR off vocal
4. Never ending off vocal

- N.A.T.S.U（自主制作 非売品）

書籍「キラ☆キラ VISUAL TRACKS」に同梱。
1. N.A.T.S.U
作詞・作曲・編曲：第二文芸部
2. N.A.T.S.U off vocal

- 悲しきラガー（自主制作 メロンブックス独占販売 2008年8月18日）

1. 悲しきラガー
作詞・作曲：ニューロティカ／編曲：第二文芸部
ニューロティカの曲をカバー。
2. Happy Go!!
作詞・作曲：milktub／編曲：第二文芸部
milktubの曲をカバー。
3. 悲しきラガー off vocal
4. Happy Go!! off vocal

- own colors（自主制作 非売品）

「キラ☆キラ 〜Rock'n'RollShow〜」初回限定版に同梱
1. own colors
作詞・作曲・：第二文芸部
2. over the horizon
作詞・作曲・編曲：第二文芸部
3. own colors off vocal
4. over the horizon off vocal

### アルバム
- LOVE（自主制作 2007年12月31日 品切重版未定）

ファーストアルバム。コミックマーケットC73で発売した後、メロンブックスで委託販売を行った。未発表曲「南風」を含む8曲を収録。
1. Like a Life,Like a Live!
作詞・作曲・編曲：第二文芸部
ゲーム「キラ☆キラ」挿入歌。
2. O.H.B.I 〜校歌絶叫〜
作詞・作曲・編曲：第二文芸部
劇中に登場する学園の校歌をロック調にアレンジした曲。
3. Let's Jump!
作詞・作曲・編曲：第二文芸部
ゲーム「キラ☆キラ」挿入歌。
4. 君の元へ
作詞・作曲・編曲：第二文芸部
ゲーム「キラ☆キラ」挿入歌。
5. 南風
作詞・作曲・編曲：第二文芸部
アルバムオリジナル曲。
6. t r a v e l e r s
作詞・作曲・編曲：第二文芸部
樫原紗理奈エンディング曲。
7. lead to your dream
作詞・作曲・編曲：第二文芸部
椎野きらりエンディング曲。
8. go on a trip
作詞・作曲・編曲：第二文芸部
石動千絵エンディング曲。

- KIRA☆KIRA SHOW TIME!!（Lantis LACA-5742 2008年2月27日）

- d2b GiGs（自主制作 2008年8月9日）

コミックマーケットC74およびメロンブックスでの限定発売。2008年5月3日、LIQUIDROOMで開催されたライブ「OVERDRIVE NIGHT TOUR2008」のファイナル公演を収録。
1. 欧美学園校歌〜SE〜
2. Radio d2b on AIR
3. 南風
4. t r a v e l e r s
5. go on a trip
6. Let's Jump!
7. O.H.B.I 〜校歌絶叫〜
8. かえして!ニーソックス
9. 君の元へ
10. Like a Life,Like a Live!
11. キラ☆キラ

- Rock'n'Roll Never Die（Lantis LACA-5809 2008年9月10日）
- HOT HEARTS（Lantis LACA-5880 2009年3月25日）
- LOVE+（自主制作 2010年 コミックマーケット78および通信販売限定）

ファーストアルバム「LOVE」の北米版を日本向けに発売。追加収録あり。

### DVD
- OVERDRIVE NIGHT TOUR 2008 FINAL LIVE-DVD

アルバム「d2b GiGs」の映像収録盤。「キラ☆キラ COMPLETE ACTs」に同梱。
- OVERDRIVE NIGHT TOUR 2008-2009 Rock'n'Roll Never Die

2008年12月27日、Shibuya O-EASTで開催されたライブ公演のうち3曲を収録。「キラ☆キラ 〜ROCK'n'RollShow〜」の特典。
1. 世界にジャンピングスマッシュキーック!!
2. own colors
3. Go-Go-Adventure